# NGC 1366
NGC 1366 是位于天炉座南天的一個星系。在哈伯序列中它屬於透鏡狀星系。它距離银河系約5000万光年。NGC 1366於1790年10月9日由德國天文学家威廉·赫歇爾所发现。